# Kloster Germerode

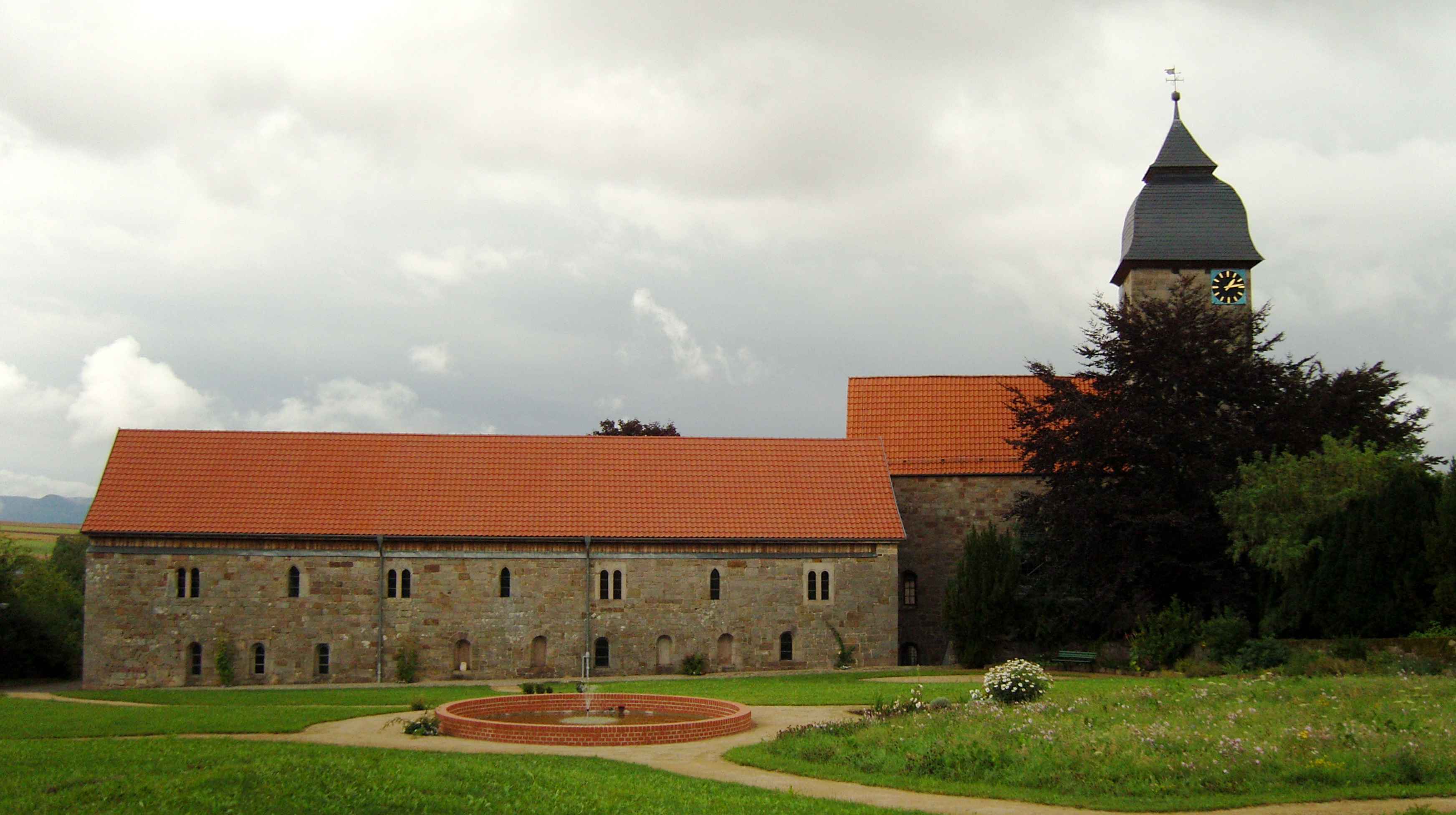
Refektorium und Klosterkirche von Germerode (Ansicht von Westen)

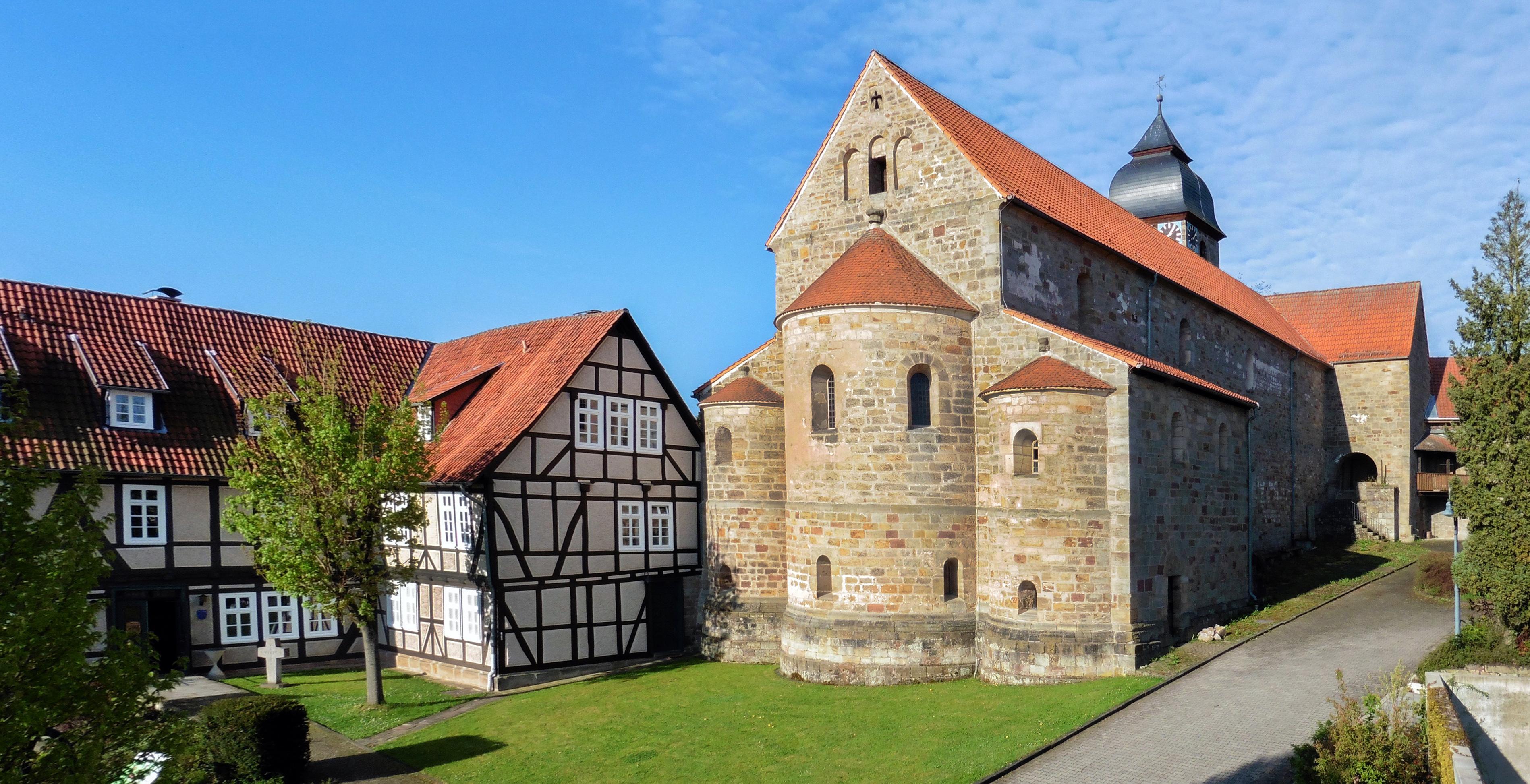
Ehemalige Klosterkirche mit Torhaus (Ansicht von Nordosten)

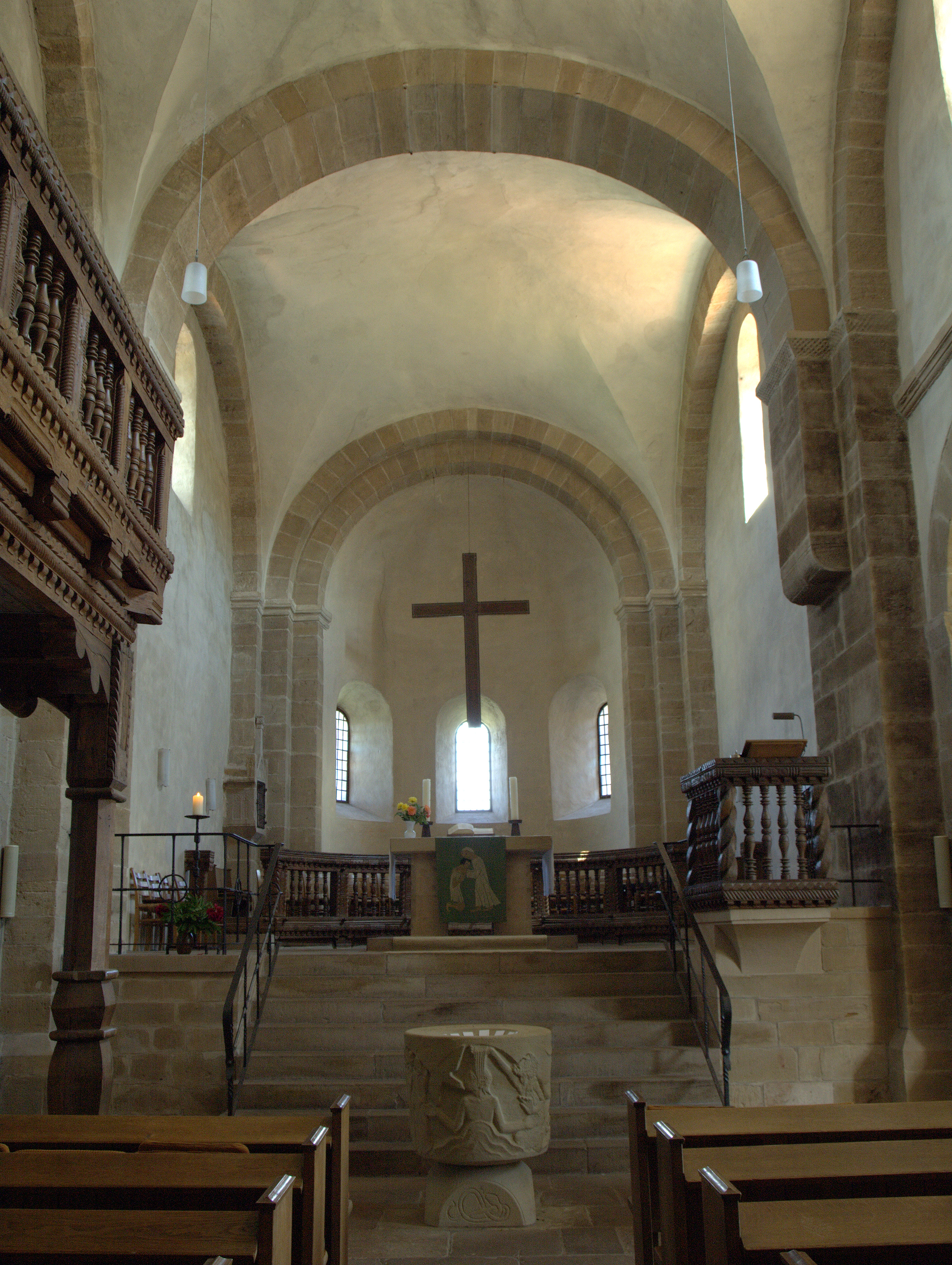
Erhöhter Chorraum über der Krypta

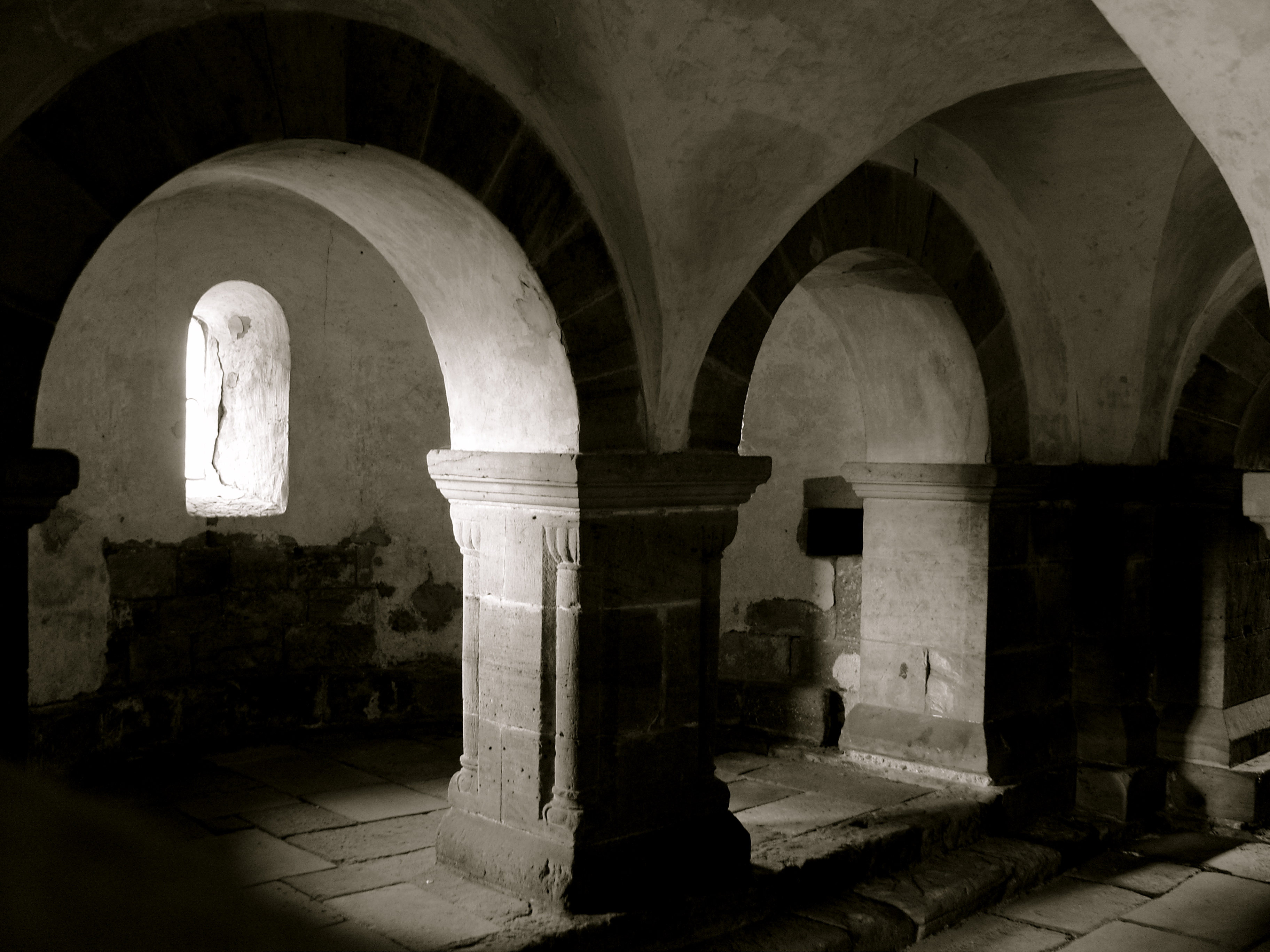
Krypta der Grafen von Bilstein

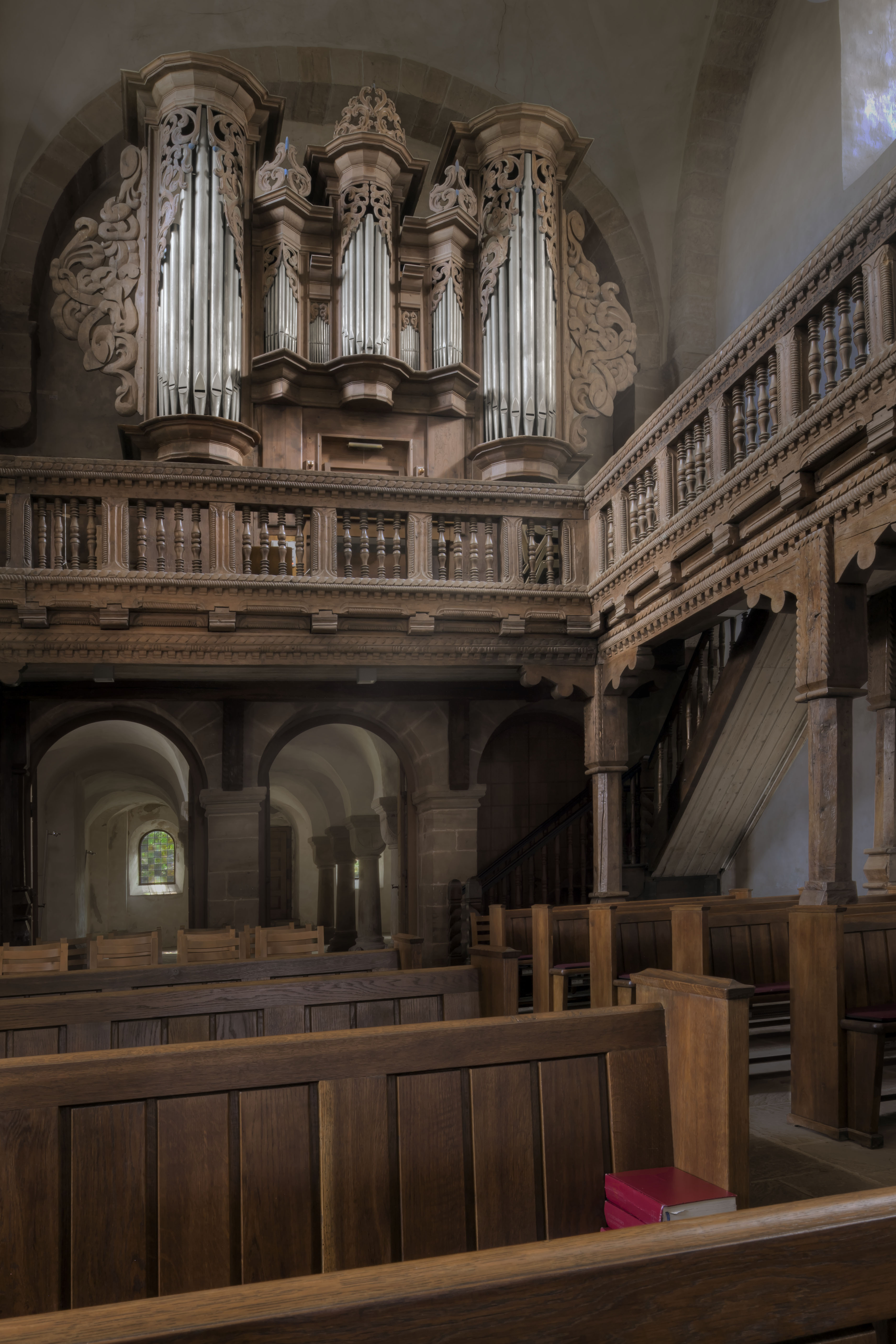
Die Orgel auf der Westempore

Das Kloster Germerode ist ein ehemaliges Prämonstratenser-Chorfrauenstift im Ortsteil Germerode der Gemeinde Meißner im Werra-Meißner-Kreis in Nordhessen am Fuße des Hohen Meißners, 13 km von Eschwege entfernt. Mit seiner romanischen Klosterkirche aus dem 12. Jahrhundert, die dem Vorbild der Klosterkirche Lippoldsberg folgt, gilt es als ein bedeutendes Beispiele spätromanischer Ordensarchitektur in der näheren Umgebung.

## Geschichte
Als Hauskloster der Grafen von Bilstein angelegt, wurde Kloster Germerode 1144/45 von Graf Rugger II. von Bilstein als reguliertes Doppelstift für Chorherren und Chorfrauen aus dem niederen Adel gegründet und dem neu entstandenen Prämonstratenserorden übertragen. Die Kirche wurde 1150–1170 während der Herrschaft des Grafen Otto I. von Bilstein erbaut. Das Doppelkloster bestand etwa 100 Jahre; danach wurde Germerode als reines Nonnenkloster weitergeführt.
Um 1220 wurde das Refektorium fertiggestellt, in dem sich im Erdgeschoss Verwaltungs- und Speiseräume und im Obergeschoss der Schlafsaal der Nonnen, das Dormitorium, befanden. Vom Dormitorium bestand eine direkte Verbindung zur Kirche, über die man zum nächtlichen Gebet gehen konnte. Außer dem Refektorium und der Kirche sind heute keine weiteren Klostergebäude erhalten.
Die Blütezeit des Klosters erreichte ihren Höhepunkt um 1350. Danach begann ein allmählicher Verfall: das Kloster war gezwungen, Land zu verkaufen und auch die strenge Klosterzucht erlahmte. Mit der Einführung der Reformation in Hessen durch Landgraf Philipp wurde das Kloster 1527 aufgelöst und in eine landgräfliche Vogtei umgewandelt. Letzte Priorin war Mechtilde von Keudell. Mit Ausnahme der Kirche wurden alle Klostergebäude für landwirtschaftliche Zwecke genutzt. Im Jahre 1930 wurde das Gut aufgelöst und das Land an Bauern verkauft.
Heute betreibt die „Gesellschaft zur Erhaltung der Klosteranlage Germerode e. V.“ im ehemaligen Domänenpächterhaus (Torhaus) die Tagungsstätte Kloster Germerode, und die Evangelische Kirche von Kurhessen-Waldeck unterhält eine Pfarrstelle für „Meditation und geistliches Leben“ im ehemaligen Kloster Germerode.

## Kirche
Die Kirche St. Maria und Walpurga ist eine dreischiffige gewölbte romanische Pfeilerbasilika mit Stützenwechsel in vier Jochen, ohne Querschiff, mit einem dreischiffigen hochgelegten Chor und darunterliegender Hallenkrypta in vier Schiffen. Der Chor wird von drei halbkreisförmigen Apsiden geschlossen. Das Langhaus ist von Kreuzgratgewölben überspannt, die jochweise von breiten Gurtbögen getrennt werden. Da die Kirche ursprünglich für Chorherren und Chorfrauen bestimmt war, gab es getrennte Kirchenräume. Langhaus und Chorquadrat waren den Chorherren vorbehalten, während für die Nonnen die Nonnenempore im zweigeschossigen Westwerk der Kirche vorgesehen war, die durch eine Arkadenbrüstung gegen Einsicht von der Kirche abgeschirmt war. Unter der Empore befindet sich mit vier Säulenpaaren ausgestattet die Erdgeschosshalle (auch Westkrypta oder Nonnenkrypta genannt). Die eigentliche unter dem Chor Krypta, ehemals die Grabkapelle der Bilsteiner Grafen, ist vierschiffig.
Nach der Auflösung des Klosters wurde die Klosterkirche evangelische Pfarrkirche von Germerode. Wegen Baufälligkeit wurden 1533 das nördliche Seitenschiff ganz, das südliche zur Hälfte abgebrochen. Der Haupteingang wurde nach Süden verlagert, und nach 1600 wurden die barocken geschnitzten Emporen eingebaut.
Die von Orgelbauer Altstetter aus Mühlhausen 1700 geschaffene Barockorgel mit ihrem siebenteiligen Prospekt und den reichgeschnitzten Schleiern und Flügeln stand ursprünglich im Chorraum.